# Ortodoksyjny Zakon Szpitalników św. Jana z Jerozolimy (Cypr)
Ortodoksyjny Zakon Szpitalników św. Jana z Jerozolimy i Cypru lub Prawosławny Zakon Szpitalników św. Jana z Jerozolimy i Cypru – zakon rycerski szpitalników utworzony w 1972 przez Makariosa III, prezydenta i zarazem arcybiskupa-etnarchę Cypru, jako prawosławne zgromadzenie pod państwowym protektoratem Republiki Cypru i kościelnym protektoratem Metropolity Cypru.
Otrzymanie odznaki orderowej tego zakonu świadczyło o przynależności do niego. Ustanowiony trzy klasy orderowe: Krzyż Rycerski, Krzyż Rycerski I Klasy i Krzyż Rycerski z Gwiazdą. Czasami nadawano dodatkową klasę: Krzyż Rycerski z Wielką Wstęgą.
Monastyr Świętego Barnaby koło Famugusty wyznaczono na główną siedzibę zakonu, ale w roku 1974 znalazł się on na terytorium okupowanym przez wojska tureckie. Po śmierci Makariosa III w 1977 nowym wielkim mistrzem został jego następca abp Chryzostom I, tymczasowym protektorem nowy prezydent Spiros Kiprianu, a Wielkim Kanclerzem (Megas Domesticos) administratorem zakonu baron Sergiusz von Bennigsen mieszkający w Londynie. 
W latach 1988–1989 część kawalerów tego zakonu pod przywództwem dra Michała Brett-Crowthera zwołało Kapitułę w Grecji. Zmieniono statuty oraz regulaminy i samozwańczo nadają jego insygnia orderowe (te nadane do zamiany statutów mają status legalnych i uznanych międzynarodowo). W związku z tą trudną sytuacją ówczesny prezydent Cypru zaprzestał przyjmowania w poczet kawalerów zakonu. Faktycznie zakon ten jednak nie został zniesiony, więc jest możliwe, że któryś następny Prezydent Cypru powróci do jego nadawania.